# Liste von Bomben nach Herkunftsnation
Dies ist eine Liste, welche alle Bomben getrennt nach Herkunftsnation auflistet, die einen Artikel in der deutschsprachigen Wikipedia besitzen. Sie ist von der Kategorie:Bombe dadurch getrennt, dass Artikel zur Technik und zu Einsatzverfahren von Bomben (Beispiele: Splitterbombe und Flächenbombardement) hier nicht einzusortieren sind. Sie dient als Linkziel aus der Vorlage:Infobox Bomben heraus, um eine Übersicht zu diesen Waffentypen zu bieten, da sie konventionelle wie nukleare Bomben enthält. Sofern die Einträge nicht speziell getrennt sind, handelt es sich um konventionelle Waffen.

## D

### Deutschland
- Blohm & Voss BV 143, eine Gleitbombenentwicklung aus dem Zweiten Weltkrieg insbesondere zum Einsatz gegen Schiffe.
- Blohm & Voss BV 246, ebenfalls eine Gleitbombe aus dem Zweiten Weltkrieg, primär für den Einsatz gegen wichtige Punktziele wie Brücken gedacht.
- Fritz X, eine deutsche Lenkbombe aus dem Zweiten Weltkrieg, die als Vorläufer heutiger präzisionsgelenkter Waffen angesehen werden kann.
- HOPE/HOSBO, Gleitbomben hoher Reichweite (bis zu 160 km) aus deutscher Entwicklung, die unter anderem einen Hochleistungs-Penetrator-Gefechtskopf für den Einsatz gegen stark verbunkerter Ziele tragen können („HOSBO“ steht für Hochleistungs-Spreng-Bombe).
- SD 2, eine 2-kg-Splitterbombe (Streumunition)
- SD 4 HL, eine 4-kg-Hohlladungsbombe zur Panzerbekämpfung mit sekundärer Splitterwirkung (Streumunition)

## F

### Frankreich

#### Konventionelle Waffen
- BLU-107 Durandal, eine Waffe, die für den Einsatz gegen Startbahnen und Rollfelder militärischer Flugplätze optimiert ist.

#### Kernwaffen
- CEA AN-52, die erste taktische Nuklearwaffe der Atomstreitmacht von 1972, eine Freifallbombe.

## G

### Großbritannien

#### Konventionelle Waffen
- BL755, eine Streubombe aus dem Jahr 1970, die mindestens noch bis 2007 eingesetzt wurde.
- Grand Slam, die schwerste bis heute in einem Krieg eingesetzte Fliegerbombe mit 10 Tonnen Gewicht. Dieser Nachfolger der Tallboy (s. u.) diente zum Angriff schwerst-verbunkerter oder sonstiger harter Ziele in Nazideutschland, beispielsweise U-Boot-Bunker und Eisenbahnviadukte.
- Tallboy, eine Bombe mit 5,4 Tonnen Gewicht, die nach dem Abwurf durch die aerodynamische Konstruktion aus hochfestem Stahl auf Überschallgeschwindigkeit beschleunigte und sich so entweder tief in den Boden bohren konnte, um bei Detonation eine starke erdbebenähnliche Erschütterung hervorzurufen oder stark verbunkerte Ziele durchschlagen konnte.

## I

### Iran

#### Konventionelle Waffen
- Zoobin, die erste raketengetriebe Gleitbombe aus iranischer Produktion

## R

### Russland / Sowjetunion

#### Konventionelle Waffen
- Vater aller Bomben, eine Aerosolbombe mit einer mutmaßlichen Sprengkraft von 44 Tonnen TNT, was stärker als das US-amerikanische Gegenstück MOAB (s. u.) ist. Sie ist auch unter den Bezeichnungen Aviation Thermobaric Bomb of Increased Power und FOAB (Father Of All Bombs) bekannt.
- KAB-1500, eine präzisionsgelenkte Bombe mit wählbarem Gefechts- und Suchkopf der 1000-1500-Kilo-Klasse.
- KAB-500, eine präzisionsgelenkte Bombe mit wählbarem Gefechts- und Suchkopf der 500-1000-Kilo-Klasse.
- FAB-5000, schwerste sowjetische Bombe im Zweiten Weltkrieg.
- PTAB, Streubombe zur Panzerbekämpfung.
- ASh-2, Streubombe mit Brandflüssigkeit

#### Fliegerbomben
- siehe Liste von sowjetischen und russischen Fliegerbomben

#### Kernwaffen
- Zar-Bombe, die stärkste jemals gezündete Waffe aller Zeiten. Beim Test am 30. Oktober 1961 hatte sie eine Sprengkraft von 50 bis 60 Megatonnen TNT, die Druckwelle konnte noch nach drei Umläufen um die Erde gemessen werden.

## V

### Vereinigte Staaten von Amerika

#### Konventionelle Waffen
- AGM-62 Walleye, eine elektro-optisch gelenkte Gleitbombe, die u. a. im Vietnamkrieg eingesetzt wurde.
- AGM-154 Joint Standoff Weapon, eine moderne Gleitbombe mit unterschiedlichen Lenkverfahren (u. a. GPS) und unterschiedlichen Gefechtsköpfen (Streumunition, Bunkerbrechend...)
- T-12 Cloudmaker, eine Bombe im „Grand-Slam-Prinzip“ (s. o.). Sie ist mit 20 Tonnen die schwerste jemals in Dienst gestellte konventionelle Bombe.
- BLU82 Daisy Cutter, eine sehr starke Bombe, die nur für den Abwurf aus Transportflugzeugen wie der C-130 Hercules geeignet ist und dazu entwickelt wurde, in Gebieten mit dichtem Pflanzenbewuchs (wie der süd-ost-asiatische Dschungel) Hubschrauberlandeflächen freizusprengen.
- GBU-15, eine elektro-optisch (TV oder IR) gelenkte Gleitbombe. Entwickelt in den 1970er-Jahren, wird sie noch heute eingesetzt.
- GBU-28, eine lasergelenkte bunkerbrechende Bombe, die in einem Ad-hoc-Programm 1991 entwickelt wurde. Dies war das schnellste Beschaffungsprogramm der USAF mit weniger als 12 Wochen zwischen Konzipierung und Testreife.
- GBU-43 MOAB, eine noch stärkere Bombe als die Daisy Cutter. Sie ist GPS-gelenkt und dient u. a. zum Angriff auf Truppenkonzentrationen und Höhlen.
- GBU-44 Viper Strike, präzisionsgelenkte Gleitbombe zur Panzerbekämpfung
- M117, Sprengbombe, 340–373 kg, in den 50er bis 70er Jahren US-Standardbombe, dann weitgehend von der Mk-80-Serie abgelöst
- Mk-80-Serie, eine Bombenfamilie, die zum NATO-Standard avancierte. Insbesondere die Allzweckbombe Mark 82 ist eine der bis heute am häufigsten aus der Luft abgeworfene Waffen der Welt.
- Mark 77, eine ungelenkte Brandbombe. Als Ersatz für Napalmwaffen aus der Zeit der Kriege in Südostasien ist sie die einzige Brandbombe, die momentan von den Streitkräften der USA verwendet wird.
- Small Diameter Bomb, diese Waffe ist nach der GBU-44 Viper Strike die kleinste präzisionsgelenkte Bombe der US-Streitkräfte und befindet sich seit September 2006 im Einsatz. Sie ist zum Einsatz u. a. an der F-35 gedacht, deren internen Waffenschächte nur ein begrenztes Platzangebot haben. Konventionelle Flugzeuge können mehr SDBs als andere Bomben tragen.
- VB-13 Tarzon (ab 1948 in ASM-A-1 umbenannt) ist die letzte und auch schwerste gelenkte Bombe aus der Vertical Bomb-Serie.

#### Kernwaffen
- B53, eine Kernfusionswaffe mit mehreren Megatonnen Sprengkraft, heute ausgemustert.
- B61, eine derzeit im Arsenal befindliche Waffe mit einstellbarer Sprengkraft im Kilotonnenbereich.
- B83, eine derzeit im Arsenal befindliche Waffe mit einstellbarer Sprengkraft bis maximal 1,2 Megatonnen.
- Mark 1, eine Kernspaltungsbombe im Gun-Design. Little Boy, die Bombe des Angriffs auf Hiroshima, war von diesem Typ.
- Mark 3, die erste in das amerikanische Arsenal aufgenommene Kernwaffe. Fat Man war von diesem Typ.
- W29 war ein geplanter nuklearer Gefechtskopf der USA